# 小粉华蜗牛
小粉华蜗牛（学名：Cathaica pulveraticula）为巴蜗牛科华蜗牛属的动物，是中国的特有物种。分布于甘肃、陕西、山西、新疆等地，生活环境为陆地，多见于阴暗潮湿的山区谷地、丘陵坡地、农田附近杂草丛以及落叶石块下、土石缝隙中。